# 南薇灘

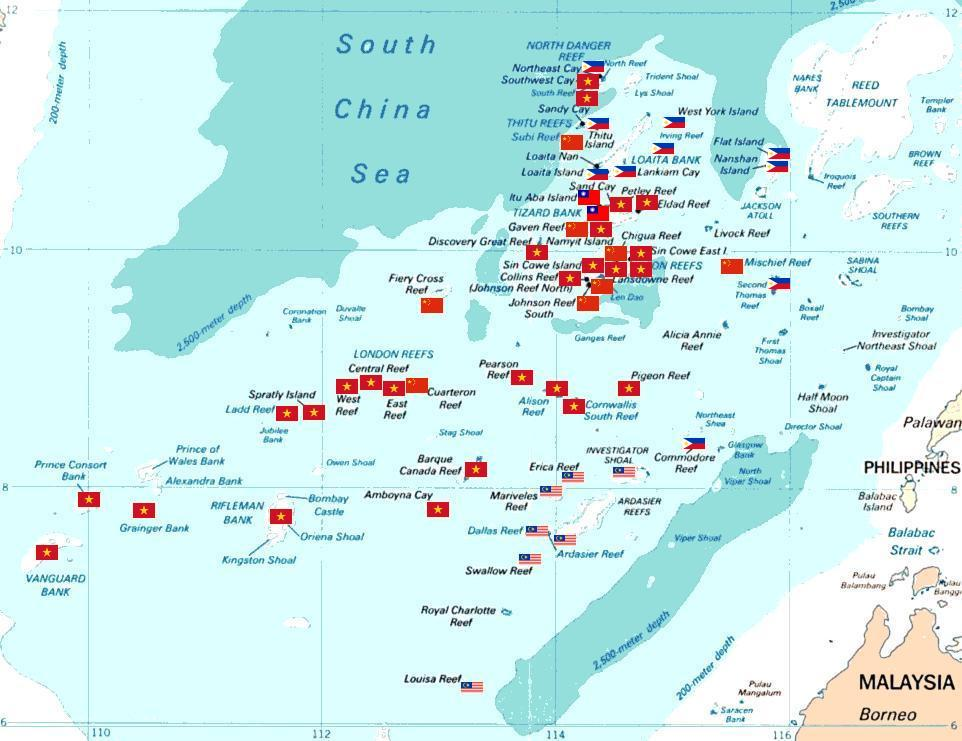
南沙諸島の実効支配状況

南薇灘（英語：Rifleman Bank、ベトナム語：Bãi Vũng Mây、タガログ語：Timog）は、南沙諸島にある環礁の一つである。オーウェン礁（英語：Owen Shoal、中国語: 奥援暗沙）から南西に23海里離れている。南北距離は56キロ、東西距離は24キロ、深さは17-32メートル。中国語で蓬勃堡、常駿暗沙、金盾暗沙、奥南暗沙と呼ばれる礁を含む。
1989年からベトナムがこの環礁を実効支配しているが、中華人民共和国、中華民国（台湾）、ブルネイも主権を主張している。